# Загребачки Главни колодвор
Загреб Главни колодвор  је главна железничка станица у Загребу, Хрватска. Налази се један километар јужно од главног градског трга, највећа је станица у Хрватској и главно чвориште мреже Хрватских жељезница.

## Историја
Актом Угарске краљевске владе из 1890. одобрена је зграда главног колодвора и радње за одржавање у Загребу. Изградња 186.5 дуге станице у неокласичном стилу почела је 1891. и радове је надгледао мађарски архитекта Ференц Пфаф. Скулпторске радове је извео мађарски вајар Вилим Маршенко. Станица је отворена 1. јула 1892. То је једна од највећих јавних зграда изграђених у Загребу у 19. веку. 
Радови на реконструкцији су предузети 1986–87. (непосредно пре Летње Универзијаде 1987.) и поново 2006.

### Железничка несрећа
Станица је 30. августа 1974. била место најсмртоносније железничке несреће у тадашњој Југославији, у којој су погинуле 153 особе. Инцидент се догодио када је воз који је из Београда ишао за Дортмунд искочио из шина на улазу у станицу.

## Галерија
- Ентеријер
- Поглед на платформе са истока
- Међуградски воз ХЖ серије 6111 на перону
- Статуа краља Томислава испред Железничке станице